# ユマニテク短期大学
ユマニテク短期大学（ゆまにてくたんきだいがく、英語: Humanitec Junior College）は、愛知県名古屋市中村区亀島2-6-10に本部を置く日本の私立大学。1939年創立、2017年大学設置。大学の略称はユマ短。

## 概観

### 大学全体
- 三重県四日市市に所在する日本の私立短期大学で、設置主体は学校法人大橋学園。
- 1学科体制で2017年（平成29年）4月に開学した[1]。
- 2015年（平成27年）10月に文部科学省に設置の届け出申請を行い[2]、2016年（平成28年）10月31日付けで設置の認可の内示を受けた[2][広報 1]。

### 建学の精神（校訓・理念・学是）
- 建学の精神は、「地域を支える次世代を社会に送り出す」となっている[広報 2]。

### 教育および研究
- 保育者の養成に特化した教育を行っている。現在、三重県で唯一の児童厚生二級指導員養成課程認定校となっている[3]。

### 学風および特色
- 短期大学の名称となっている「ユマニテク（Humanitec）」は、フランス語で人間性をあらわすHuanite（ユマニテ）と技や技術の意味を表すTechnique（テクニーク）を合わせて作った造語である。「豊かな人間性と確かな技術」という教育理念に裏打ちされた専門職業人の養成に通ずるものである。「豊かな人間性」とは、精神的、文化的側面と物質的、経済的側面のバランスがとれた精神の成長と他者理解、共助・共栄の精神を育てることを指す。「確かな技術」とは、専門的知識やスキルを身につけるという技能によって実現する術だけでなく、共助・共栄を存在の基盤としている人間（Human）の心が通った技術（Technology）を次の世代へ伝達することを指す[広報 2]。
- 2000年度まで設置されていた暁学園短期大学以来、17年ぶりに四日市市に誕生した保育系短期大学ということになる。

## 沿革[注 1]
- 1939年（昭和14年） ツルー洋裁学院[注 2]として創設されたことに始まる[広報 3]。
- 1962年（昭和37年）「学校法人精和学園[6]」法人認可。
- 1976年（昭和51年）ツル―服装専門学校が専修学校に認可される。
- 1986年（昭和61年）ツル―服装専門学校が精和学園服装専門学校に改称される。
- 1994年（平成6年）精和学園服装専門学校を精和学園ファッション専門学校に改称される。
- 2003年（平成15年）精和学園ファッション専門学校を精和学園文化・ファッション専門学校に改称される。
- 2004年（平成16年）「精和学園」を「あいち大橋学園」に法人名変更。
- 2015年（平成27年）「あいち大橋学園」を「大橋学園」に法人名変更。
- 2016年（平成28年）
  - 10月31日 - 文部科学省よりユマニテク短期大学設置認可の内示を受ける[2][広報 4]。
- 2017年（平成29年）
  - 4月 - ユマニテク短期大学が以下の学科体制にて開学する。
    - 幼児保育学科[1][注 3]。

## 基礎データ

### 所在地
- 三重県四日市市南浜田町4-21

### 交通アクセス
- 近鉄名古屋線近鉄四日市駅および四日市あすなろう鉄道内部線あすなろう四日市駅下車、徒歩8分。
- JR四日市駅下車、徒歩20分。

### 象徴
- カレッジマークは学校法人大橋学園の発祥時すみれをモチーフにした紋章を使用している。さらに、大橋学園の理念である「豊かな人間性」をハートで、「確かな技術」を手で表現し、地域社会を支えるために手を結び合えるたくさんの仲間を養成することを願って定められた「HAND IN HAND」と合わせる事で、大橋学園が大切にしている想いが込められたものとなっている[広報 4]。

## 教育および研究

### 組織

#### 学科
- 幼児保育学科;修業年限は昼間部2年制、入学定員100名[8]。

#### 専攻科
- なし

#### 別科
- なし

##### 取得資格について
- 保育士資格および幼稚園教諭二種免許状の資格が得られるようになっている[2]。

### 研究
- 『ユマニテク短期大学紀要 = Bulletin of Humanitec Junior College』[9]ほか

## 学生生活

### 部活動・クラブ活動・サークル活動[10]
- ユマニテク短期大学のクラブ活動一覧（一部）
- 体育系：バスケットボール
- 文化系：軽音楽

### 学園祭
- ユマニテク短期大学の学園祭は「ユマ短祭」と呼ばれ、概ね毎年11月に行われる[10]。

## 施設

### キャンパス
- 2016年（平成28年）春に移転した旧大橋学園高等学校の校舎を改修して、新たに短期大学の校舎を設置した[2][注釈 1]。
- 5階建てとなっており、体育館、音楽室、学生ホール、図工室、保育実習室、大講義室などがある[11]。

## 対外関係

### 姉妹校
- 名古屋ユマニテク歯科衛生専門学校
- 名古屋ユマニテク調理製菓専門学校
- 名古屋ユマニテク調理製菓専門学校

### 関連校
- ユマニテク調理製菓専門学校
- ユマニテク看護助産専門学校
- ユマニテク医療福祉大学校
- ユマニテクライフデザイン専門学校
- 大橋学園高等学校

### 過去の設置校
- 大橋学園高等専修学校